# Piotr Mikuta
Piotr Mikuta (ur. 17 maja 1976 w Tarnowie) – polski żużlowiec.
Starszy brat Krzysztofa, także żużlowca.
Sport żużlowy uprawiał w latach 1994–1997 w barwach klubu Unia Tarnów. Dwukrotnie zdobył medale drużynowych mistrzostw Polski: srebrny (1994) oraz brązowy (1997).